# Conspicuum icteridorum
Conspicuum icteridorum är en plattmaskart. Conspicuum icteridorum ingår i släktet Conspicuum och familjen Dicrocoeliidae. Inga underarter finns listade i Catalogue of Life.